# Molí de Mostert
El Molí de Mostert (en afrikaans: Mostert se Meul) va ser un molí de vent històric a Mowbray, Ciutat del Cap, Sud-àfrica. Es va construir el 1796 i era el molí de vent més antic i únic que havia sobreviscut a Sud-àfrica. Va ser destruït en l'incendi de Table Mountain del 2021 que també va afectar la Biblioteca Jagger i el Memorial de Rhodes.

## Història
El molí es va construir cap al 1796 com a molí privat a la granja 'Welgelegen', propietat de Gysbert van Renen i va rebre el nom del seu gendre, Sybrand Mostert, després de la mort de Van Renen. Va ser el primer molí de propietat privada de Ciutat del Cap. Abans de l'ocupació britànica del Cap a la batalla de Muizenberg el 1795, només es permetien els molins controlats per la Companyia holandesa de les Índies Orientals. El molí havia deixat de funcionar el 1873 però va ser propietat de la família Mostert fins al 1889, quan es va vendre a Wilks, que el va vendre el 1891 a Cecil Rhodes. El molí es va deixar abandonat, però el moliner holandès Christiaan Bremer va emprendre'n la restauració. El molí restaurat va ser obert l'1 de febrer de 1936 pel doctor Lorentz, ministre plenipotenciari i enviat extraordinari als Països Baixos. La cerimònia va comptar amb la presència del primer ministre, el general Hertzog, i es va moldre farina per als convidats.
El molí es va utilitzar ocasionalment, però va tornar a abandonar-se durant la Segona Guerra Mundial. El 1986, els pals es van trencar i van caure a terra. La Vernacular Architecture Society de Sud-àfrica va iniciar una campanya per preservar el molí, que va conduir a la formació dels Amics del Molí de Mostert el 1993. Una altra restauració realitzada el 1995 per Dunning-Bremer (que va restaurar el molí el 1935) va tornar a posar-lo en funcionament a un cost de R245.000.
El 18 d'abril de 2021, el molí va ser destruït en un incendi que havia començat a la Table Mountain i va destruir diversos edificis.

## Descripció

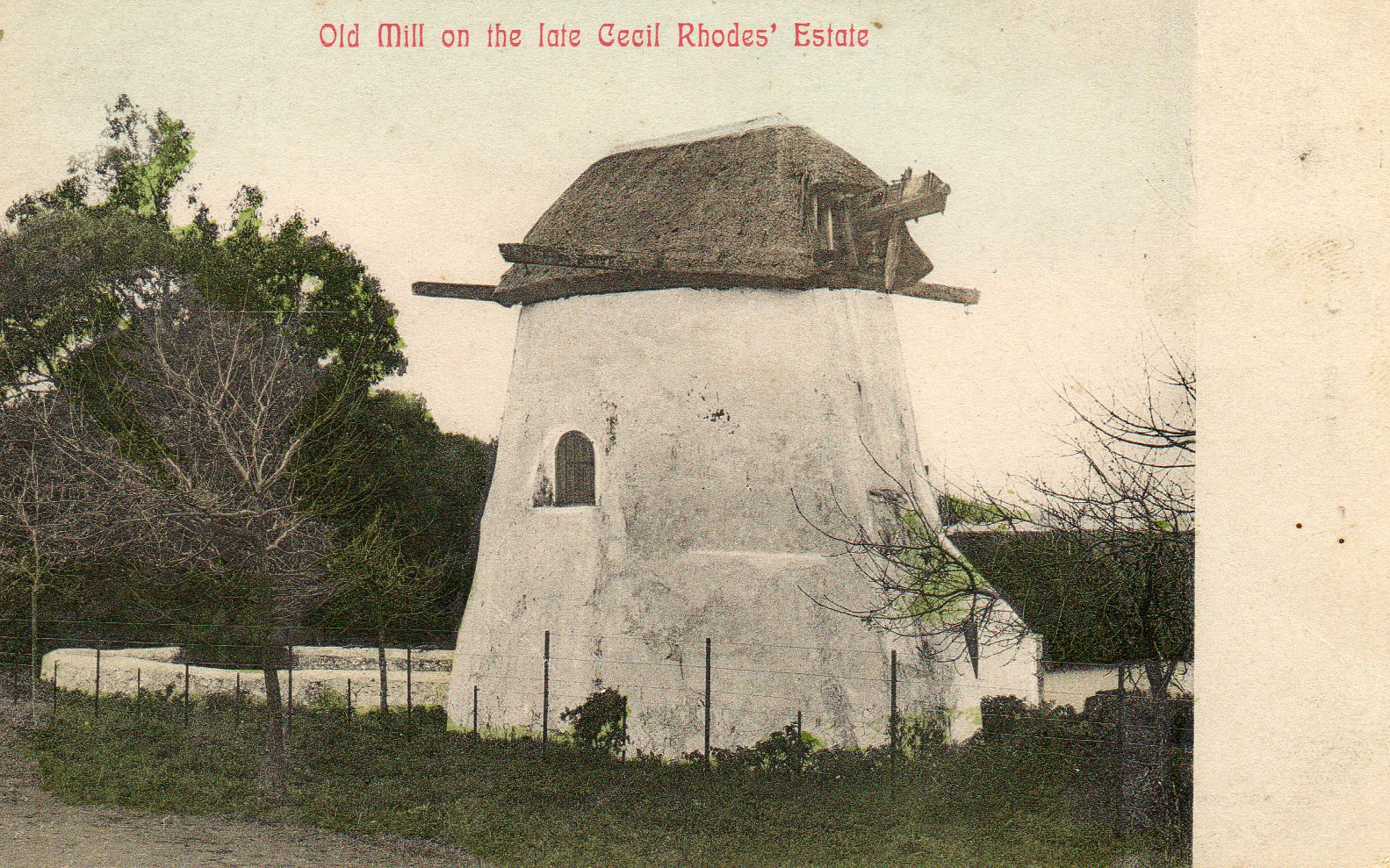
El molí a la dècada de 1900, on es veuen els acabats de fusta

Era un molí de torre de tres pisos. La torre feia 7.94 metres (26 ft 1 in) de diàmetre extern a nivell del sòl i 6.68 metres (21 ft 11 in) d'alt. Va ser construït amb pedra aleatòria durant els primers 2.28 metres (7 ft 6 in) i després maons sense coure a sobre. Les parets fan 1.15 metres (3 ft 9 in) de gruix a nivell del terra, donant al molí un diàmetre intern de 5.64 metres (18 ft 6 in).
Abans del foc del 2021, la gorra tenia una forma troncocònica i estava coberta per palla. El molí tenia quatre veles comunes. Les quatre veles seguien la tradició holandesa, ja que no hi havia cap vela que es pogués copiar quan Bremer va restaurar el molí el 1935. Les instal·lacions de la restauració de 1935 eren de 6.00 metres (19 ft 8 in) de llarg i 1.75 metres (5 ft 9 in) ample, equipat amb un tauler de vent a la vora davantera. Aquesta característica no es trobava en altres molins de vent sud-africans. Les veles tenien una envergadura de 14.45 metres (47 ft 5 in). Es va equipar amb un extrem de sondeig de ferro colat el 1935, perquè la punta de l'eix de fusta s'havia podrit. Els molins de vent sud-africans contemporanis tenien tots els arbres de fusta, a part d’un dels molins del riu Salt, que tenien una creu de ferro. El 1995 es va instal·lar un pal de recanvi fabricat amb iroko Portava una roda de fre de braç de tancament, que tenia un diàmetre de 770 mil·limetres (2 ft 6 in) i tenia 47 dents. Feia anar l'únic parell de pedres de molí, mitjançant una rosca de pinyó de llanterna, que tenia 16 pentagrames. Les pedres de molí comprenien la pedra corredora original i una pedra de llit no original. Aquesta última era una pedra de Cullen instal·lada el 1935 i procedia d’un molí de vent de Leens, Groningen, Països Baixos.

## Ubicació i accés
El molí estava situat a la M3, a prop de la Universitat de Ciutat del Cap, als vessants del Devil's Peak, on era un punt de referència destacat. Els Amics del Molí de Mostert el tenien obert al públic un dissabte al mes entre les 10:00 i les 14:30.